# 夏目哲郎
夏目 哲郎（なつめ てつろう、1979年11月4日 - ）は、日本の音楽家、音楽プロデューサー、ソングライター、編曲家、トラックメイカー、ギタリスト、ベーシスト、キーボーディスト、ボイストレーナー、楽器演奏指導者である。
妻はシンガーソングライター、音楽プロデューサーのTONNKOで、2017年に結婚後、妻と自社レーベルT Music Japanを設立。

## 関わった映像作品

### テレビドラマ
- 君たちに明日はない第2話（2010年、NHK BSプレミアム、NHKデジタル衛星ハイビジョン） - 挿入歌提供および歌唱指導
- 家族のうた 全話（2012年、フジテレビ「ドラマチック・サンデー」枠） - 挿入歌提供、ギター演奏指導および歌唱指導、劇中曲ピアノ演奏[注釈 3]
- そこをなんとか2 第4話（2014年8月24日、NHK BSプレミアム、NHKデジタル衛星ハイビジョン）- 挿入歌提供[注釈 4]

### 映画
- 淵に立つ（監督：深田晃司、2016年） - 挿入曲（スコットランド民謡「美しい牧場の堤」）編曲、および同曲を含む2曲のオルガン演奏指導

## 主な提供曲
楽曲全般のキーボード、ギター、ベースの演奏、プログラミングは本人によるもの
- AeLL.
  - 「ありがとうサヨナラ。」（編曲：HAMMERと共作）オリコンチャート12位を記録
  - 「舞桜」（作曲：HAMMERと共作）（編曲）

- 島袋寛子
  - 「島人ぬ宝」（編曲：HAMMERと共作）BEGINのカバー曲の収録されているアルバム『私のオキナワ』は第55回日本レコード大賞 企画賞を受賞

- 純烈
  - 「SAYONARA SAPPORO」（編曲：NO2と共作）ミキシングも担当

- 知里
  - 『それぞれの時代〜知里カバー曲集〜』全作品ミキシング担当
    - 忘れないで（編曲：NO2と共作）
    - ワインレッドの心（編曲：NO2と共作）
    - 夢一夜（編曲：NO2と共作）
    - 少年時代（編曲：NO2と共作）
    - 夢で逢えたら（編曲：NO2と共作）
    - 真夜中のドア（編曲：NO2と共作）
    - 夢の途中（編曲：NO2と共作）
    - 卒業写真 ミキシングのみ担当
    - なごり雪 ミキシングのみ担当
    - 真綿のように ミキシングのみ担当

- 超特急（ステーションセブン名義）
  - 「STYLE」（作曲：岡部波音と共作）NHK BSプレミアム、NHKデジタル衛星ハイビジョン「そこをなんとか2 第4話」の挿入歌として起用された。収録されているアルバム『RING』はオリコンチャート7位を記録

- TONNKO
  - シングル 『この海の向こうへ (For somebody to love 2018 ver.) [feat. 夏目哲郎]』（編曲）全作品ミキシング、マスタリング
    - 「Waiting for you 2018ver.」（編曲）

  - 各種ネット配信アルバム『Chikara』全作品ミキシング、河田為雄・夏目哲郎 ・マスタリング、河田為雄
    1. Sympathy (feat. 夏目哲郎)（編曲）
    2. The moonlight (feat. 夏目哲郎)（編曲）
    3. そのままでいいから (feat. 夏目哲郎)（編曲）
    4. We are friends (feat. 夏目哲郎)（編曲）
    5. 月明かりを越えて (feat. 夏目哲郎)(ギター、ベース、プログラミングのみ)
    6. Chikara (feat. 夏目哲郎)（編曲）
    7. まっすぐに (feat. 夏目哲郎)（編曲）

- 8utterfly×TSUYOSHI
  - 「つつみ込むように…」（Cover編曲）
- 原田波人
  - 1stシングル（メジャーデビュー初シングル）『永遠の一秒〜Stretched love〜』
    - 永遠の一秒〜Stretched love〜（サウンドクリエイター）
    - ふるさとの景色（サウンドクリエイター）

  - 2ndシングル
    - 偽りのくちびる（編曲）
    - 8ビートで恋しよう（編曲）

  - 3rdシングル
    - 偽りのくちびる〜最後の恋〜（編曲）
    - シングルベッド （Cover編曲）

- B-asOne
  - 「So Funky Music」作詞を兄であるToyoと手掛け、作曲・編曲を旧バンドメンバー（Toyo,Shin,Nobu）と制作しサウンドプロデュースも担当。自身がVocal Guitarを務めるバンドの曲で、NHKドラマ「君たちに明日はない 第2話」の挿入歌として起用された

- 最上川司
  - 日本クラウン移籍後初シングル『飛んでけ花笠』
    - 飛んでけ花笠（編曲）
    - 許されぬ恋（編曲）
- 和田青児
  - 明日の道 (和田青児 with あまのじゃく)（編曲）

## 楽器演奏作品
編曲している作品のほとんどのギター、ベース、キーボードを演奏している。
- AeLL.
  - 「Everyday 負けない!」ピアノ,ギターで参加 『パンツの穴 THE MOVIE』の主題歌
  - 「sp X'mas for you」ピアノ,ギターで参加
  - 「ハリケーンガール」ギターで参加
- TONNKO
  - 月明かりを越えて (feat. 夏目哲郎)ギター、ベース（プログラミング）で参加

## 親族
- 曽祖父 - 夏目漱石（小説家）
- 曽祖母 - 夏目鏡子（随筆家、漱石の妻）
- 義曽祖父 - 佐伯卯四郎（政治家）
- 祖父 - 夏目伸六（随筆家、漱石の二男）
- 大伯父 - 夏目純一（バイオリン奏者、漱石の長男）
- 義大叔父 - 佐伯進（ノリタケカンパニーリミテド社長）
- 従伯母 - 松岡陽子マックレイン（文学者、漱石の長女の二女）
- 従伯母 - 半藤末利子（随筆家、漱石の長女の四女）
- 従伯父 - 夏目房之介（漫画家・評論家、純一の長男）
- 又従姉 - Emi（音楽家、純一の長女の子）
- 父 - サカタアキオ（音楽家、スティール・ギター奏者）
- 母 - 夏目沙代子（伸六の長女）
- 兄 - 夏目一人（実業家、クリエイター）
- 妻 - TONNKO（シンガーソングライター・音楽プロデューサー）
- 姪 - 夏目ひみか（シンガーソングライター、沙代子の長女の娘）